# Тета Хамелеона
Тета Хамелеона (лат. θ Chamaeleontis) — одиночная звезда оранжевого цвета в южном приполярном созвездии Хамелеона. Это слабая звезда, но видимая невооружённым глазом, с видимой звёздной величиной 4,34. Измерения годичного параллакса космическим телескопом Hipparcos дали оценку расстояния до звезды 155 световых лет или 47,6 парсеков. Звезда удаляется от Солнца со скоростью +22 км/с.
Тета Хамелеона является звездой-гигантом спектрального класса K2 IIIb CN0.5 на поздней стадии эволюции, символы после обозначения класса показывают, что во внешней части атмосферы наблюдается повышенное содержание циана. Звезда обладает массой  0,94 массы Солнца, а радиус составляет 11,5 радиусов Солнца. Светимость в 60 раз превышает светимость Солнца, эффективная температура фотосферы составляет 4570 K.
Обладает видимым компонентом Тета Хамелеона B, являющимся объектом видимой звёздной величины 12,44 на  расстоянии 21,1 угловой секунды от компонента A при позиционном угле 237° по состоянию на 2000 год.